# カジミエシュ・デイナ
カジミエシュ・デイナ（ポーランド語: Kazimierz Deyna, 1947年10月23日 - 1989年9月1日）は、ポーランド出身の同国代表サッカー選手。ポジションはMF、FW。

## 経歴
地元のヴォクニアシュ・スタロガルド・グダンスキでサッカーを学び、1961年にŁKSウッチに入団して選手キャリアをスタートさせる。元々はFWの選手で、1968年にポーランド代表に選出されると、1972年ミュンヘンオリンピックでは9得点を上げ得点王に輝くと共に優勝に導いた。
1974年のワールドカップ西ドイツ大会ではエースのヴォジミエシュ・ルバンスキが欠場した事で中盤に下がりゲームメイクを担当する事になった。大会に入ると、デイナの放つ鋭いロングパスからFWのグジェゴシ・ラトー、ロベルト・ガドハが俊足を飛ばす高速カウンターサッカーが見事に機能。1次リーグ最終戦、イタリア戦では、優勝候補の一角と目された強豪を相手に44分に決勝点をあげ2-1で破る活躍を見せるなど、この大会の3位入賞の原動力となった。
ポーランド代表としては1978年のワールドカップアルゼンチン大会でもプレー。この年に代表から退くまで国際Aマッチ97試合に出場41得点を記録した。
クラブレベルでは1978年にイングランドのフットボールリーグ・ディビジョン1（当時の最上位リーグ）のマンチェスター・シティFCへ移籍。1981年からは北米サッカーリーグのサンディエゴ・サッカーズへ移籍し、1984年に同リーグが消滅後もインドアサッカーの選手としてアメリカに留まってプレーを続けていた。1989年9月1日、カリフォルニア州サンディエゴで自動車事故により死去。41歳没。

## 獲得タイトル

### 代表
- オリンピック：1回 (1972)

### クラブ
- ポーランド・リーグ：2回 (1968-69, 1969-70)
- ポーランド・カップ：2回 (1965-66, 1972-73)